# DynamicTennis Bond Nederland
De DynamicTennis Bond Nederland, DTBN, is de koepelorganisatie in Nederland voor de beoefening van de sport dynamictennis, met 1121 leden en 42 verenigingen in 2014.

## Ledenaantallen
Hieronder de ontwikkeling van het ledenaantal en het aantal verenigingen:
| Jaar | Aantal leden | Aantal verenigingen |
| ---- | ------------ | ------------------- |
| 2010 | 755          |                     |
| 2011 | 811          |                     |
| 2012 | 1.021        |                     |
| 2013 | 1.063        |                     |
| 2014 | 1.119        | 42                  |
| 2015 | 1.097        | 40                  |
| 2016 | 1.123        | 38                  |
| 2017 | 1.193        | 40                  |
| 2018 | 1.084        | 44                  |